# Xermaménil
Xermaménil és un municipi francès situat al departament de Meurthe i Mosel·la i a la regió del Gran Est. L'any 2007 tenia 516 habitants.

## Demografia

### Població
El 2007 la població de fet de Xermaménil era de 516 persones. Hi havia 181 famílies, de les quals 28 eren unipersonals (12 homes vivint sols i 16 dones vivint soles), 47 parelles sense fills, 86 parelles amb fills i 20 famílies monoparentals amb fills.
La població ha evolucionat segons el següent gràfic:
Habitants censats

### Habitatges
El 2007 hi havia 199 habitatges, 181 eren l'habitatge principal de la família, 8 eren segones residències i 11 estaven desocupats. 187 eren cases i 13 eren apartaments. Dels 181 habitatges principals, 160 estaven ocupats pels seus propietaris, 19 estaven llogats i ocupats pels llogaters i 2 estaven cedits a títol gratuït; 3 tenien dues cambres, 12 en tenien tres, 37 en tenien quatre i 129 en tenien cinc o més. 157 habitatges disposaven pel capbaix d'una plaça de pàrquing. A 58 habitatges hi havia un automòbil i a 116 n'hi havia dos o més.

### Piràmide de població
La piràmide de població per edats i sexe el 2009 era:
| Homes | Edats   | Dones |
| ----- | ------- | ----- |
| 0     | 95 o +  | 0     |
| 0     | 90 a 94 | 0     |
| 4     | 85 a 89 | 12    |
| 4     | 80 a 84 | 0     |
| 4     | 75 a 79 | 8     |
| 8     | 70 a 74 | 4     |
| 4     | 65 a 69 | 16    |
| 4     | 60 a 64 | 8     |
| 0     | 55 a 59 | 4     |
| 8     | 50 a 54 | 4     |
| 28    | 45 a 49 | 36    |
| 28    | 40 a 44 | 32    |
| 16    | 35 a 39 | 8     |
| 8     | 30 a 34 | 12    |
| 12    | 25 a 29 | 16    |
| 20    | 20 a 24 | 4     |
| 20    | 15 a 19 | 12    |
| 16    | 10 a 14 | 24    |
| 28    | 5 a 9   | 8     |
| 12    | 0 a 4   | 12    |

## Economia
El 2007 la població en edat de treballar era de 344 persones, 268 eren actives i 76 eren inactives. De les 268 persones actives 247 estaven ocupades (126 homes i 121 dones) i 21 estaven aturades (5 homes i 16 dones). De les 76 persones inactives 23 estaven jubilades, 34 estaven estudiant i 19 estaven classificades com a «altres inactius».

### Ingressos
El 2009 a Xermaménil hi havia 193 unitats fiscals que integraven 557 persones, la mediana anual d'ingressos fiscals per persona era de 19.352 €.

### Activitats econòmiques
Dels 6 establiments que hi havia el 2007, 4 eren d'empreses de construcció, 1 d'una empresa d'hostatgeria i restauració i 1 d'una entitat de l'administració pública.
Dels 6 establiments de servei als particulars que hi havia el 2009, 1 era un paleta, 1 guixaire pintor, 2 fusteries, 1 lampisteria i 1 restaurant.
L'any 2000 a Xermaménil hi havia 6 explotacions agrícoles.

## Equipaments sanitaris i escolars
El 2009 hi havia una escola elemental integrada dins d'un grup escolar amb les comunes properes formant una escola dispersa.

## Poblacions més properes
El següent diagrama mostra les poblacions més properes.